# Homorthodes affurata
Homorthodes affurata là một loài bướm đêm trong họ Noctuidae.